# The Curse
Pour la série télévisée, voir The Curse (série télévisée).
Albums de Atreyu
Suicide Notes and Butterfly Kisses A Death-Grip on Yesterday
The Curse est le deuxième album studio du groupe de Metalcore américain Atreyu. L'album est sorti le 29 juin 2004 sous le label Victory Records.
Deux singles ont été extraits de cet album: Right Side of the Bed et The Crimson. Leurs vidéos sont passées de nombreuses fois sur des chaines de télévision musicales telles que MTV2 ou FUSE. Ces titres ont également été diffusés par les radios de nombreux pays.
Le titre Right Side of the Bed figure dans la bande son du jeu vidéo Burnout 3: Takedown.
Une version instrumentale de l'album a été mise en vente en ligne sur Itunes.

## Ventes de l'album
Depuis sa sortie, plus de 350 000 copies de l'album ont été vendues. L'album a atteint la 32e place du classement Billboard 200 et la première place du classement Top Independent Albums.

## Titres des pistes
1. Blood Children (An Introduction) – 1:14
2. Bleeding Mascara – 2:26
3. Right Side of the Bed – 3:42
4. This Flesh a Tomb – 3:59
5. You Eclipsed by Me – 3:38
6. The Crimson – 4:01
7. The Remembrance Ballad – 4:27
8. An Interlude – 2:09
9. Corseting – 2:10
10. Demonology and Heartache – 3:42
11. My Sanity on the Funeral Pyre – 3:40
12. Nevada's Grace – 3:48
13. Five Vicodin Chased With a Shot of Clarity – 4:24